# Ortosilicato tetraetile
L'ortosilicato tetraetile è il composto chimico con formula Si(OC2H5)4. Spesso abbreviato in TEOS (da Tetraetil ortosilicato), questa molecola è costituita da quattro gruppi etilici legati allo ione SiO44-, chiamato ortosilicato. Come ione in soluzione, l'ortosilicato non esiste. In alternativa il TEOS può essere considerato come estere etilico dell'acido ortosilicico, Si(OH)4.  È un prototipo di alcossido.
Il TEOS è una molecola tetraedrica.  Esistono molti composti analoghi e la maggior parte sono preparati per mezzo dell'alcoolisi del tetracloruro di silicio:
{\displaystyle {\ce {SiCl4 + 4ROH -> Si(OR)4 + 4HCl}}}
dove R = alchile come metile, etile, propile, ecc.

## Applicazioni
Il TEOS viene usato principalmente come agente reticolante nei polimeri di silicone. Altre applicazioni comprendono rivestimenti per tappeti e altri oggetti. Il TEOS viene utilizzato nella produzione di aerogel. Queste applicazioni sfruttano la reattività dei legami Si-OR.

## Altre reazioni
Il TEOS ha la proprietà notevole di convertirsi facilmente in biossido di silicio. La reazione avviene durante l'aggiunta di acqua:
{\displaystyle {\ce {Si(OC2H5)4 + 2H2O -> SiO2 + 4C2H5OH}}}
Questa reazione di idrolisi è un esempio di processo sol-gel. Il prodotto secondario è l'etanolo. La reazione procede attraverso una serie di reazioni di condensazione che convertono la molecola di TEOS in un solido simil-minerale attraverso la formazione di connessioni Si-O-Si.  Le percentuali di questa conversione sono sensibili alla presenza di acidi e basi, i quali entrambi servono come catalizzatori.
A temperature elevate (>600 °C), il TEOS si converte in biossido di silicio, liberando dietiletere:
{\displaystyle {\ce {Si(OC2H5)4 -> SiO2 + 2O(C2H5)2}}}